# Späckhuggare
Späckhuggare (Orcinus orca) är den största arten i delfinfamiljen och en välkänd tandval. Späckhuggare förs ibland till en separat familj, Globicephalidae, späckhuggare och grindvalar.

## Utseende
Hanar av späckhuggare blir vanligen 8,5 meter långa och stora individer har uppmäts med 9,8 meter längd. Honor är med en genomsnittlig längd av 7,0 meter och en maximal längd av 8,5 meter (enligt andra källor endast 7,7 m) avsevärt mindre. Vikten ligger vanligen mellan tre och fyra ton. Beroende på avhandling anges den maximala vikten för hanar med 6,6 eller 9,0 ton. Honor kan väga upp till 5,5 ton.
Späckhuggaren har en mycket karakteristisk färgteckning, svart med vit buk, en vit fläck på sidan och en bakom och ovanför ögat. Mönstret och ryggfenans utseende varierar mellan individerna och de kan på så sätt skiljas från varandra. Ryggfenan är karakteristisk, hos hannar når den omkring 1,8 meter upp och hos honor är den cirka en meter hög. Tändernas antal varierar individuellt mellan 40 och 56.
Kalven väger vid födelsen omkring 180 kilo och mäter ungefär 2,1 till 2,4 meter.

## Ekologi

### Föda

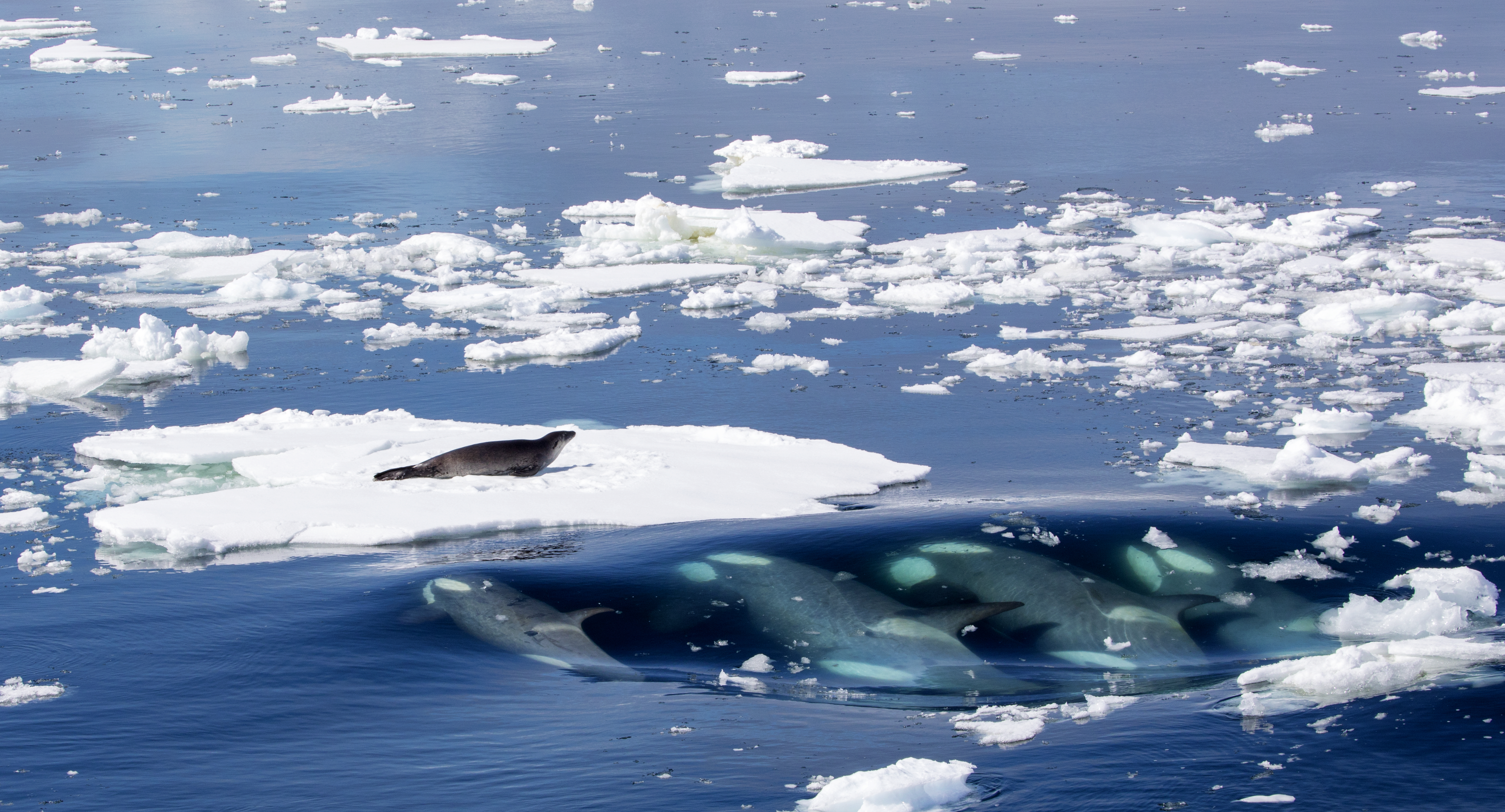
En flock av späckhuggare vid en säljakt. En av späckhuggarnas jaktmetoder är att synkronisera sina rörelser precis ovanför ytan och skapa en våg som knuffar sälen från isflaket ner i vattnet.

Namnet sägs komma av att späckhuggaren attackerar större valar för att äta späcket, eller angripa fångade valar när kropparna flöt längs med valfångstfartyg. Normalt lever späckhuggaren av fisk, företrädesvis stimfisk som den jagar i flock med stor målmedvetenhet, och vattendäggdjur som sälar. Säljakt kan innebära att späckhuggaren spanar över vattnet efter sälar på isflak, och ibland aktivt bryter is för att tvinga ner sälen i vattnet. Späckhuggaren anfaller också sälkolonier och kan då attackera djur i vattenbrynet. Späckhuggare äter också andra delfinarter, andra större valar inklusive så stora som unga bardvalar, samt fågel och bläckfisk. De jagar ofta i flock där de kan driva samman fisk eftersom de angriper från olika håll samtidigt. Olika populationer av späckhuggare är ofta specialiserade på en viss typ av födokälla. De populationer som lever utanför södra Sydamerikas kust strandar frivilligt i vattenbrynet för att komma åt sjölejonungar. Andra metoder går ut på att inte bara bryta is utan att även välta isflak för att kunna komma åt pingviner och sälar eller att göra stora hopp utanför klippor så att fåglar trillar i havet.

### Socialt beteende
Späckhuggare bildar separata populationer i närliggande områden, med olika rörelsemönster och födovanor, eventuellt med skilda fysiska kännetecken. Undersökningar av späckhuggarna utanför amerikanska nordvästkusten har identifierat tre huvudpopulationer, som normalt inte beblandar sig med varandra och har helt olika födovanor. De kustnära (kallade residents, stationära - benämningen kommer av att dessa populationer årligen återvänder till samma plats) håller sig nära kusten och lever huvudsakligen av fisk. Det finns också grupper som i princip är helt pelagiska, det vill säga lever längre ut till havs. Mellan dessa två rör sig de vandrande grupperna, transients, vilka också har en helt annan jaktvana än de mer bofasta grupperna - de jagar i mycket högre utsträckning än de andra grupperna havsdäggdjur som valar och sälar. De tre grupperna uppvisar många särdrag - deras ljud är olika (så pass att man tror säldjuren längs kusten lärt sig skilja de ofarliga kustgrupperna från de farliga transients), till och med ryggfenans form är något olika i de olika populationerna. Skillnaderna mellan grupperna kan vara en inledning på uppdelning i raser eller arter, och kan också visa förekomst av olika kulturer i olika populationer. Analyser av DNA visar genetiska skillnader mellan populationerna.
Späckhuggaren har inga naturliga fiender. Naturliga habitat är framförallt ishaven, men valen förekommer i flera vatten, bl. a. tidvis i Medelhavet. Den föredrar kustnära, kalla vatten. Späckhuggare har även setts jaga i Skagerrak och norra Kattegatt ett flertal gånger.
Flocken omfattar normalt 5-25 djur, men djuren uppträder tillfälligt i grupper om upp till 250. Gruppen leds av en hona.

## Späckhuggare och människor

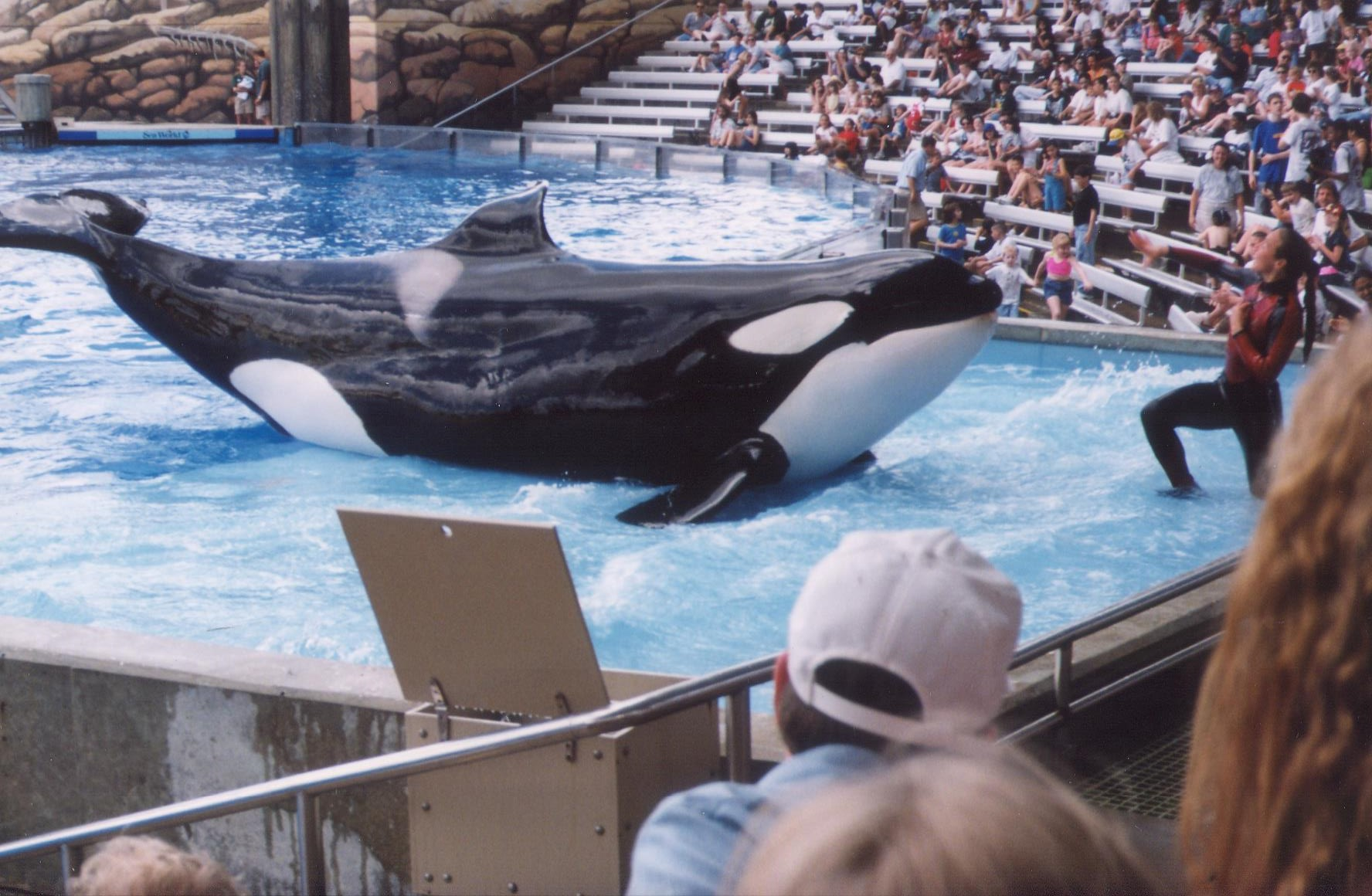
Späckhuggarens intelligens gör den attraktiv för delfinarier, men frustration och mental utmattning gör djuret väldigt farligt för tränarna i vattnet.

Späckhuggarens enorma uppenbarelse tillsammans med dess relativt stora intelligens har gjort den mycket populär i delfinarier, men antalet delfinarier som är stora nog att hålla arten är mycket litet. 2010 dödades tränaren Dawn Brancheau av späckhuggaren Tilikum på SeaWorld i Orlando, Florida.
Viss betydelse har arten som objekt för valskådning, bland annat i Lofoten.